# مقلوب الطول
مقلوب الطول أو معكوس الطول هو قياس يستخدم في الفروع المتعددة للعلوم والرياضيات.

على غرار مقلوب الطول ,فإنه يوجد العديد من الوحدات المستخدمة في القياس مثل مقلوب المتر أو معكوس المتر (m−1) , مقلوب السنتيمتر أو معكوس السنتيمتر (cm−1) , وفي البصريات يتم استخام الديبوتر .
يستخدم مقلوب الطول في قياس العديد من الكميات مثل :
- معامل الإمتصاص أو معامل التوهين في علم المادة .
- إنحناء الخط في الرياضيات .
- التكبير في فيزياء الليزر .
- محصلة المتجهات في الفضاء العكسى وعلم البلورات .
- بصفة عامة في التردد الفراغى مثل الدورات لكل وحدة طول .
- الطاقة البصرية للعدسات , في البصريات .
- ثابت الدوران في ميكانيكا الكم .
- عدد الأمواج أو محصلة المتجهات الموجية في علم المطيافية .
- كثافة الخصائص الخطية في علم المياه وفي مجالات أخرى .